# HMAS Torrens (D67)
De HMAS Torrens (D67) was een Australische torpedobootjager van de Riverklasse. Het schip, vernoemd naar de rivier Torrens, werd gebouwd door Cockatoo Docks and Engineering Company uit Sydney.

## De Torrens tijdens de Eerste Wereldoorlog
De Torrens was aanwezig bij de invasie van de Duitse koloniën in Zuidoost-Azië. In 1917 werd het schip overgeplaatst naar de Middellandse Zee in verband met de toegenomen dreiging van Duitse U-boten daar.

## De Torrens na de Eerste Wereldoorlog
Na de Eerste Wereldoorlog keerde de Torrens terug naar Australië waar het tot 1926 dienstdeed. Op 24 november 1930 werd het schip tijdens een schietoefening tot zinken gebracht.